# Хаустон, Нора
Нора Хаустон (полное имя — Элеонора Клэр Гибсон Хаустон, англ. Eleonora Clare Gibson Houston, МФА: /ˈhaʊstən/; 24 июня 1883, Ричмонд — 20 февраля 1942, там же) — американская художница, суфражистка и преподаватель.

## Биография
Элеонора Клэр Гибсон Хаустон родилась в семье врача Генри Гибсона Хаустона и Джозефины Эстель Дули Хаустон. После смерти отца в 1885 году, в её воспитании помимо матери стали принимать участие её дядя и по совместительству один из богатейших людей штата Джеймс Дули и её тётя — суфражистка и благотворитель Элис Дули, которая оказала влияние на взгляды Элеоноры относительно избирательного права для женщин. Первым учебным заведением для Хаустон стала начальная школа в Ричмонде, директором которой была её мать, одновременно с учёбой там она начала брать уроки рисования у знаменитой в городе художницы Лили Логан. В художественной мастерской Логан она познакомилась с Адель Кларк, с которой вступила в Художественный клуб Ричмонда и поддерживала очень тесные отношения до конца жизни. В этом клубе их преподавателями были Энн Флэтчер и Холли Толивер — художницы, которые рассказали Хаустон о своём опыте участия в выборах на территории штата Колорадо.
В 1904 году Толивер получила от своего учителя Уильяма Чейза поручение прислать работы пяти своих самых многообещающих учеников, чтобы он мог выбрать стипендиата для учёбы в Нью-Йоркской школе искусств. Среди отправленных Толивер работ были картины Хаустон, которые и позволили ей уже в следующем году получить стипендию. Помимо Уильяма Чейза и её преподавателей Роберта Генри и Кеннета Миллера, на Хаустон в Нью-Йорке оказала влияние среда, в которой нередко проявлялись социальное неравенство, угнетение рабочих и другие проявления социальных и культурных изменений в США начала XX века. В 1908 году, благодаря поддержке друга-музыканта, Хаустон отправилась в Париж, для обучения в Академии Коларосси. Во Франции она познакомилась с модернизмом, кубизмом, фовизмом и работами Чёрной банды. Благодаря
финансовой поддержке своего дяди Джеймса, она смогла позволить себе арендовать в Париже студию и нанимать моделей для позирования при написании своих картин.

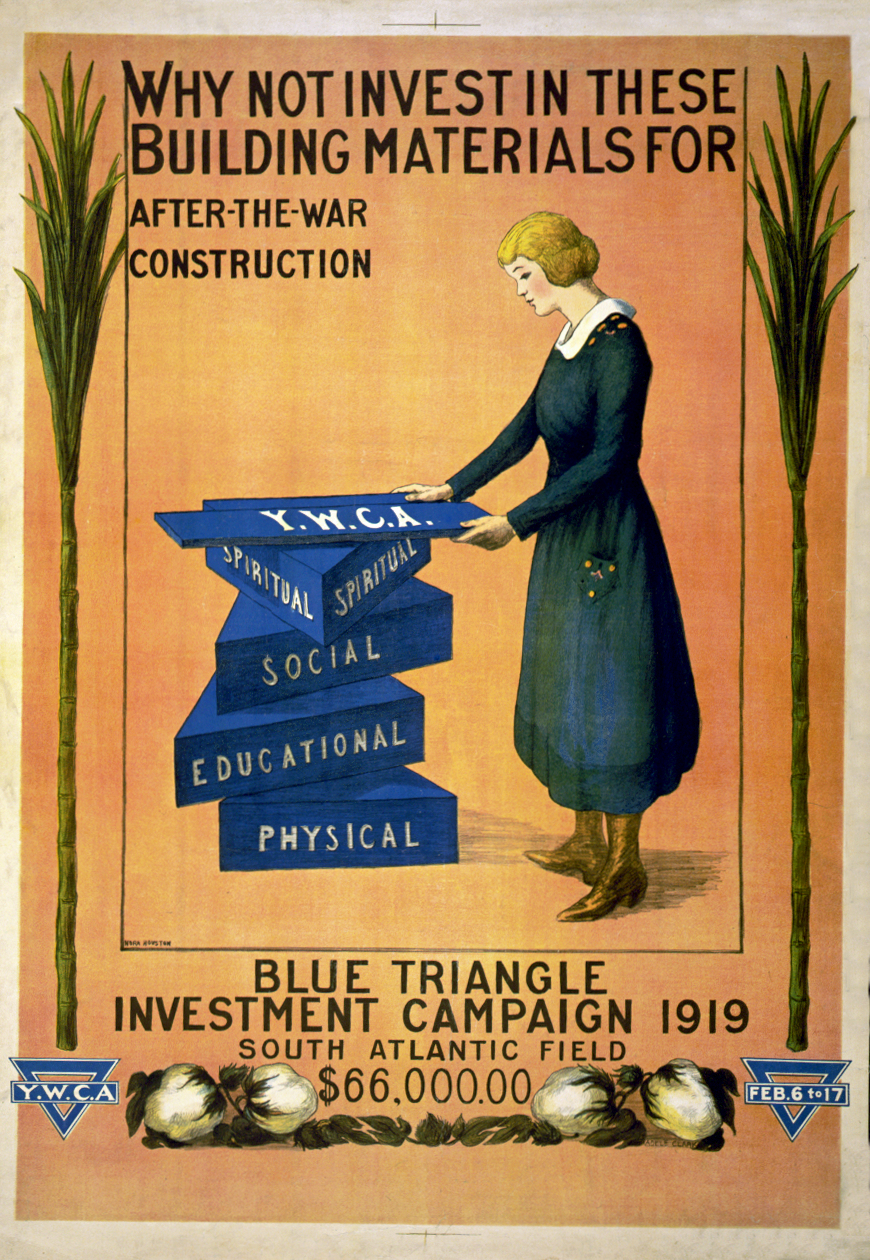
Плакат Норы Хаустон и Адель Кларк

В 1909 году Хаустон вернулась в свой родной город и сперва стала преподавателем в Художественном клубе Ричмонда, а через год и его директором. В том же 1909 году она приняла участие в создании Суфражистской Лиги Виргинии и благодаря репутации «племянницы Джеймса Дули» получила большую поддержку окружающих в борьбе за избирательное право для женщин в своём штате. Однако в 1915 году, во время одного из агитационных мероприятий в рекреационной зоне, в сторону выступавшей Хаустон со стороны разгневанной толпы полетели камни. После этого художница сосредоточилась на обязанностях секретаря и автора плакатов Лиги.
После смерти в 1942 году картины Хаустон достались Кларк, которая на протяжении следующих тридцати лет хранила их у себя дома, прежде чем решилась выставить их на всеобщее обозрение. Следующие десять лет работы Хаустон были частью экспозиции в католической школе Святого Павла, пока не были переданы во владение католической церкви Ричмонда. В течение 35 лет они хранились в доме одного из священников, где протечка потолка привела к повреждению полотен водой. В новом тысячелетии Епархия Ричмонда и Фонд Норы Хаустон заявили о начале реставрационных работ и планах о будущем участии картин в художественных выставках.